# Чанданнагар
Чанданнагар (бенг. চন্দননগর; ранее был известен как Чандернагор) — город в Индии, расположенный в штате Западная Бенгалия.

## Географическое положение
Высота центра города составляет 9 метров над уровнем моря.

## История
В 1673 году с позволения наваба Бенгалии Ибрахим-хана здесь была основана французская торговая фактория, которая к 1688 году превратилась в постоянное поселение. В 1730 году губернатором Чанданнагара стал Жозеф Франсуа Дюплекс, и под его управлением в городе возникло свыше двух тысяч каменных домов, а сам город превратился в основной центр европейской торговли в Бенгалии.
В 1756 году началась война между Францией и Великобританией, и 23 марта 1757 года Чанданнагар был захвачен англичанами. В 1763 году он был возвращён французам по Парижскому договору, в результате которого Франция, тем не менее, потеряла большую часть своих колониальных владений. 
С 1778 по 1783 год Чандернагар был вновь оккупирован англичанами, которые протестовали против французской помощи американским борцам за независимость. По условиям Версальского договора, подписанного в 1783 году, Франция сохранила за собой пять торговых постов: Чандернагар, Пондичерри, Янаон , Карикал и Маэ в Индии.
С 1785 по 1788 год торговый пост Чандернагар снова был оккупирован англичанами. И вновь был захвачен англичанами в 1794 году во время Войны первой коалиции. В 1816 году город опять был возвращён Франции, и до 1950 года находился в составе Французской Индии.
В 1945 году Чанданнагар был временным административным центром Французского Индокитая (оккупированного японцами). В 1947 году Индия стала независимым государством, и в июне 1948 года французское правительство провело плебисцит, по итогам которого выяснилось, что 97 % населения Чанданнагара желает присоединения к Индии. Индийское правительство получило фактический контроль над Чанданнагаром уже в мае 1950 года, однако официально город был передан Индии 9 июня 1952 года (хотя Индия объявила его своей территорией уже 2 февраля 1951 года). 2 октября 1955 года Чанданнагар был присоединён к штату Западная Бенгалия.

## Демография
Население города по годам:
| 1991    | 2001    | 2010    |
| ------- | ------- | ------- |
| 120 378 | 162 187 | 205 578 |